# David Halberstadt
David Moses Halberstadt (22. juli 1819 i København – 5. juni 1874 sammesteds) var en dansk grosserer.
Han var søn af købmand Moses Gottschalk Halberstadt (1792-1872) og Bolette Bella Davidsen (1790-1863). Efter at have været i handelslære først i Randers og senere i København tog han 1843 borgerskab som grosserer på sidstnævnte sted og associerede sig få måneder efter med Ferdinand Philip under navnet David Halberstadt & Co. Halberstadt var en energisk, arbejdsom og kundskabsrig købmand med en klar og hurtig opfattelsesevne, og hans firmas forretninger antog meget kort efter dets stiftelse et stort omfang. Fra begyndelsen beskæftigede det sig væsentligst med kornforretning, men efterhånden optog det mange andre virksomheder. I de senere år drev det navnlig produktforretning (skind og uld) og var i denne branche det største handelshus i Skandinavien. 1857 købte firmaet en ejendom på Christianshavn, på hvilken det anlagde en dampmølle, som det drev i en årrække, og som senere overgik til et interessentskab og 1874 til aktieselskabet De forenede Dampmøller. Halberstadt var medlem af Grosserer-Societetets komité (1857-74) og af Sø- og Handelsretten (1873-74). Han var en tid medlem af direktionen for Kjøbenhavns private Laanebank, ligesom han deltog i bestyrelsen af flere aktieselskaber.
På forskellig måde viste han interesse for den jødiske menighed i København, som han tilhørte.
Han blev gift 14. december 1851 i Synagogen med Sophie Meyer (5. maj 1831 i København - 23. december 1916 i Toulouse, gift 2. gang med dr. med. Jean Marie Adolphe Marcet), datter af grosserer Abraham Meyer (1795-1865) og Betty von Halle (1801-1863).
Han er begravet på Mosaisk Nordre Begravelsesplads.